# Mauchauffée

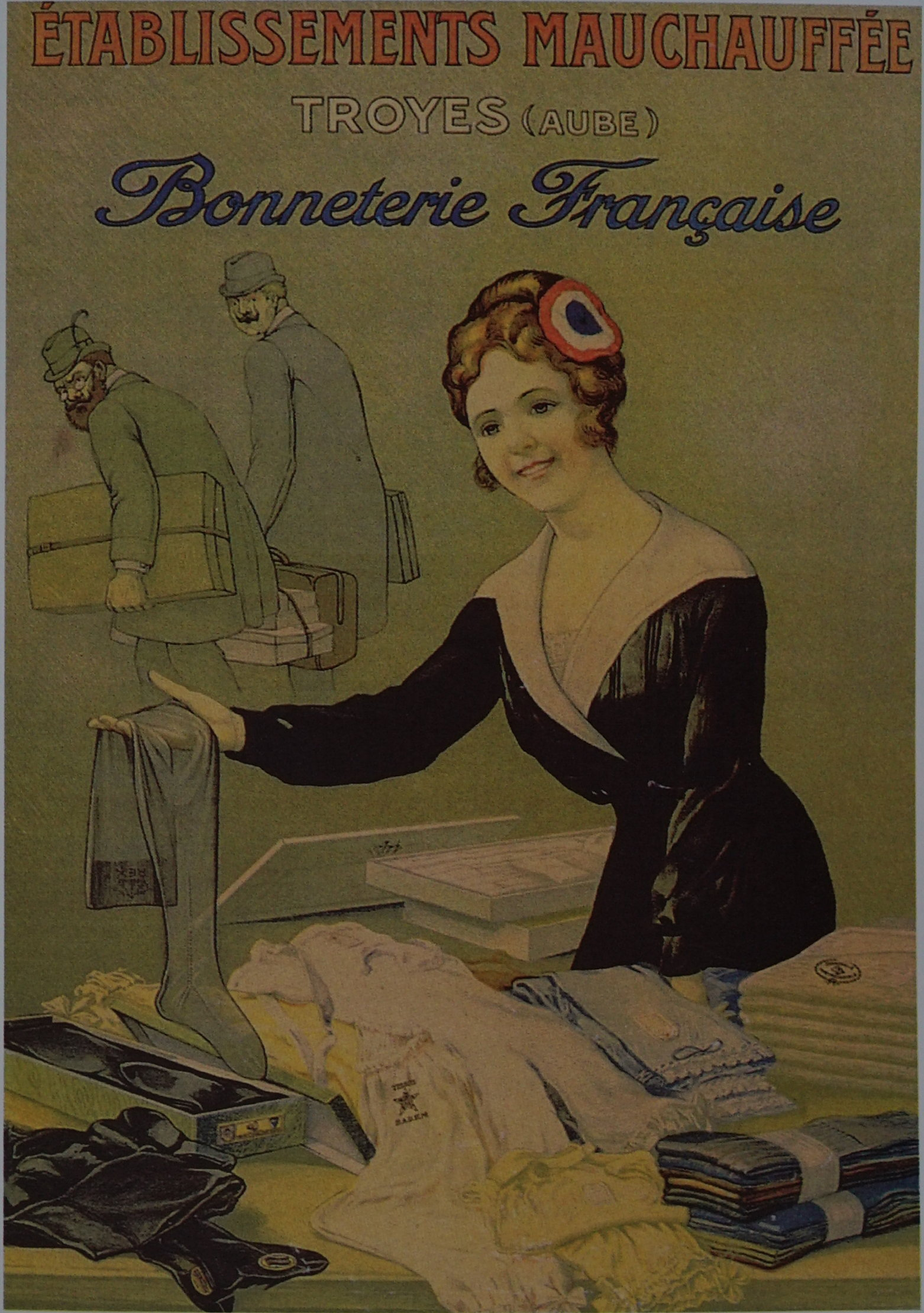
Affiche

Mauchauffée was een bonneteriefabriek in de Franse stad Troyes. Het bedrijf was honderd jaar actief, van 1873 tot 1973. De fabrieksgebouwen zijn bewaard als industrieel erfgoed.

## Geschiedenis

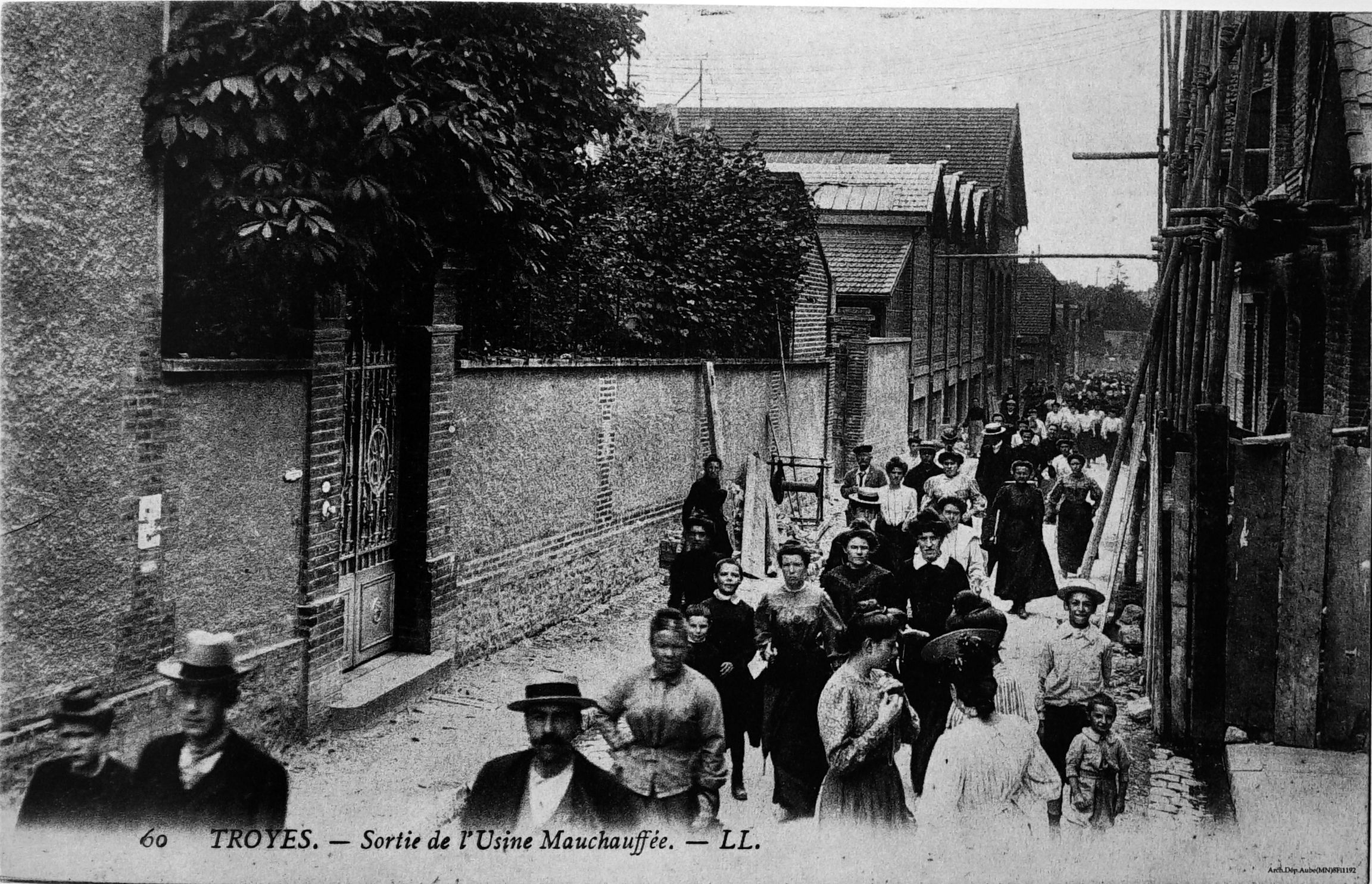
Arbeiders die de fabriek verlaten (postkaart)

Troyes was het centrum van de bonneterie in Frankrijk en deze industrietak beleefde zijn hoogtepunt rond 1870. Bedrijven als Valton, Poron, Dégageux en Lebocey vormden samen met Mauchauffée de belangrijkste producenten van de wollen kledingstukken zoals ondergoed en kousen. Maurice Mauchauffée (1851-1910) startte in 1873 een atelier voor Bonneterie aan de Rue Bégand. Deze straat lag buiten het historisch centrum en de faubourg waar het bedrijf zich vestigde bood voldoende ruimte voor de industriële ontwikkeling. In 1876 werd dit de Usine de bonneterie Mauchauffée en het eerste fabrieksgebouw werd opgetrokken. De fabriek breidde zich al snel uit. In 1896 nam het bedrijf de vorm aan van een naamloze vennootschap en werd Mauchauffée S.A. Het bedrijf telde 1.140 werknemers in 1897, 1.600 in 1906 en 3.000 in 1914. Tegen die tijd was Mauchauffée de grootste producent van bonneterie van Troyes en het werd ook de grootste fabrikant van wollen sokken in Europa. Het bedrijf bracht zijn producten op de markt onder de namen EMO voor het luxegamma en SADEM voor het gewone gamma. Alle etappes van de productie van het mechanisch breien, over het kleuren tot de confectie gebeurden op dezelfde site. Het bedrijf bezat verschillende productiepatenten.
Na 1945 ging het bergaf met het bedrijf door de opkomst van nylon dat de wollen producten verving. In 1973 sloot de fabriek de deuren. Een deel van de fabrieksgebouwen werden gebruikt voor andere industriële activiteiten, een ander deel werd een fabriekswinkel. Vanaf 2000 werd een deel van de gebouwen omgebouwd tot kantoren en appartementen.

## Gebouwen
De voormalige fabrieksgebouwen bevinden zich alle in de Rue Bégand, nummers 26-40. Het oorspronkelijke fabrieksgebouw uit 1876 werd ontworpen door de lokale architect Dormoy. Tot 1914 vonden er verschillende uitbreidingen plaats. De gebouwen zijn opgetrokken uit natuursteen en baksteen en tellen drie verdiepingen. Op verschillende plaatsen is de letter M aangebracht op de gebouwen. De fabriekschouw is bewaard gebleven. Ook de Villa Courtalon, de woning van de familie Mauchauffée die op wandelafstand van de fabriek ligt, is bewaard gebleven.